# گالاتا

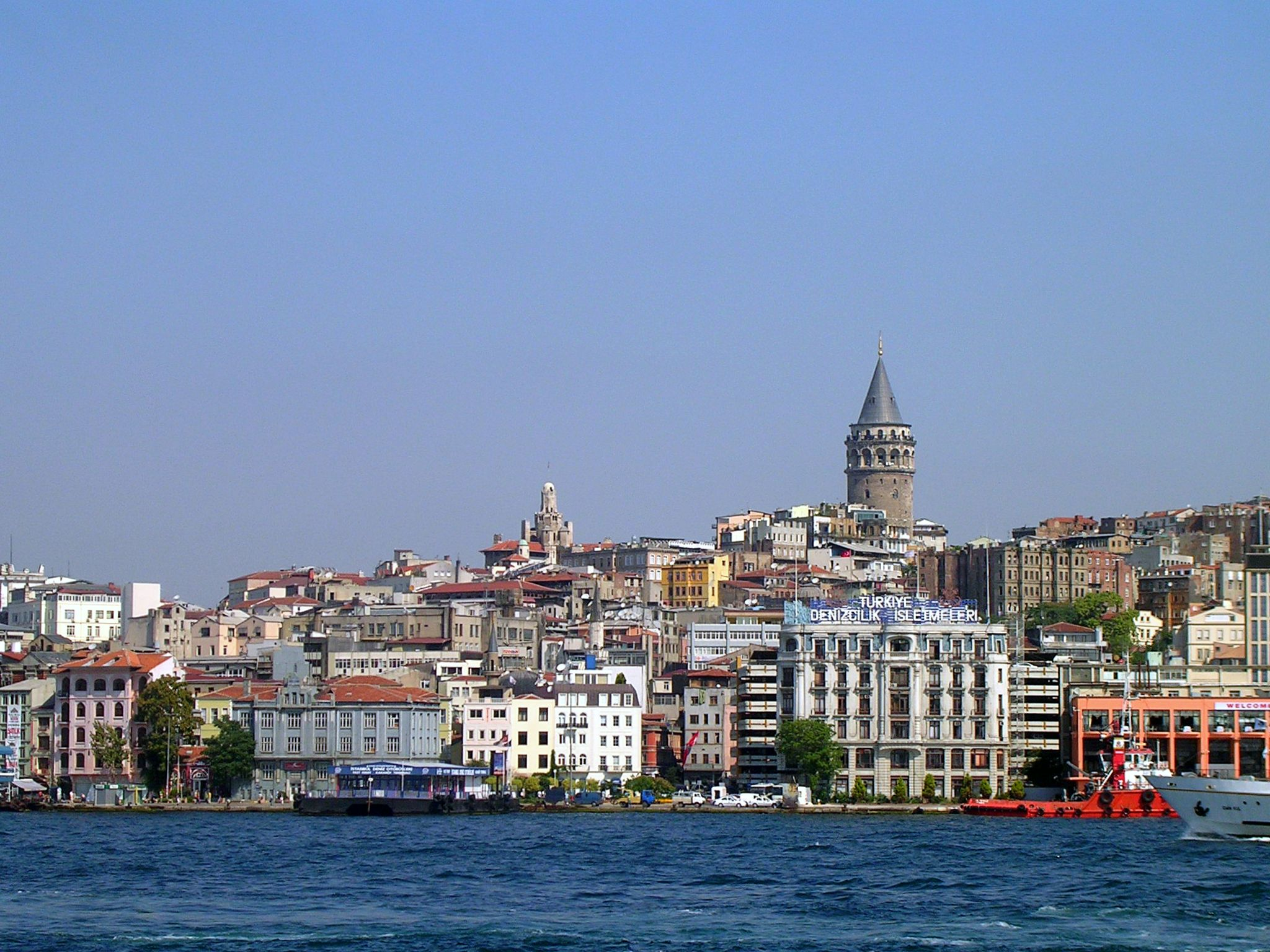
منظره‌ای از منطقه گالاتا در نزدیکی استانبول

غلطه (ترکی استانبولی: Galata)، نام منطقه‌ای تاریخی است در نزدیکی قسطنطنیه یا استانبول امروزی واقع در سواحل شمالی شاخ طلایی خلیجک شده‌است.
برج گالاتا یا گالاتا کوله سی استانبول در این منطقه واقع شده‌است. قلعه گالاتا روی تپه گالاتای استانبول در سال ۱۳۴۸ میلادی بنا شد.
به دلیل مشرف بودن بر دریا و تنگه بسفر جهت دیدبانی و کنترل رفت و آمد کشتی‌ها استفاده می‌شد.
این برج در منطقه توریستی کاراکوی واقع شده، که منطقه ای مملو از کوچه پس کوچه‌های شلوغ و شاد از حضور توریست‌ها و جذابیت‌های هنر گرافیتی بر در و دیوار است.

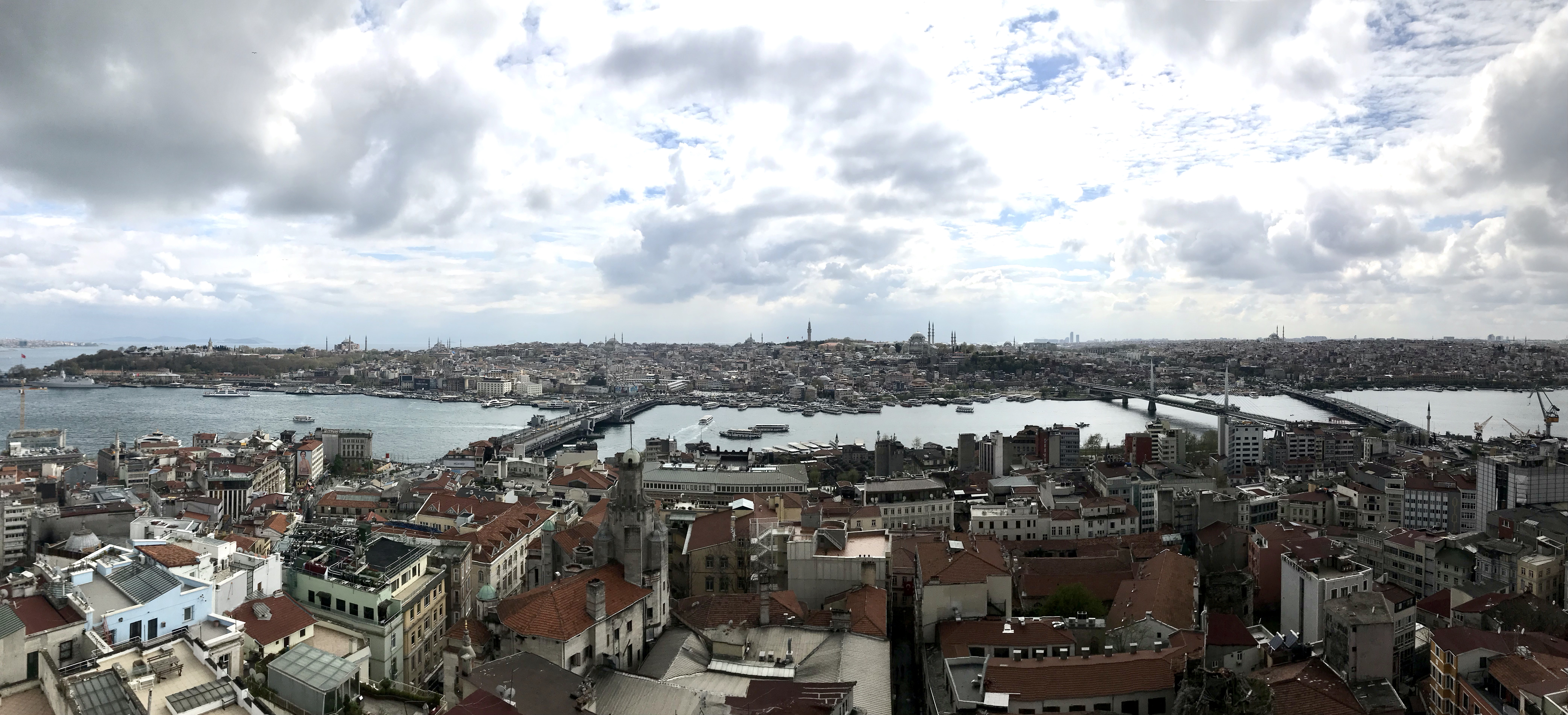
نمای پاناروما شهر استانبول بر فراز برج گالاتا